# 芮国
芮国，是西周、春秋时期的一个诸侯国。
前11世纪，周武王把卿士芮伯良夫封在芮邑，位置在山西省運城市芮城縣，另有说法在陕西省渭南市大荔县朝邑镇南方。
近些年来，在陕西渭南韩城市昝村鎮梁带村发现了铸有“芮”字的铜器。 根据考古发掘，有学者认为芮国在春秋时已先后迁到梁带村、刘家洼遗址处为都，而西周时的芮邑已经废弃。
周成王在位时正式建立芮国，国君被称为芮伯，曾在周王室担任司徒的职务。
春秋时期，秦穆公灭亡了芮国。《史記·秦本紀》记载秦穆公二十年（即公元前640年）灭芮国。而《路史》记录了秦穆公二年（即公元前658年）灭芮国的说法。

## 芮國君主列表
- 芮祈公（見芮伯簋盖），西周中期人
- 芮釐公（見芮伯壺），西周中期人
- 芮伯良夫，西周厉王時人
- 芮伯多父（見芮伯多父簋），西周晚期人
- 芮桓公（見梁带村芮国遗址M26、M27出土铜器），春秋早期人[2]
- 芮定公（見刘家洼芮国遗址M2出土铜器），春秋早期人[2]
- 芮伯萬（見《左傳》桓公三年），春秋早期人